# 湯口村
湯口村（ゆぐちむら）は、昭和29年（1954年）まで岩手県稗貫郡にあった村。現在の花巻市湯口・円万寺・下シ沢・豊沢・鉛・鍋倉・上根子・下根子・西晴山・膝立などにあたる。

## 地理
- 河川：豊沢川

## 沿革
- 明治22年（1889年）4月1日 - 町村制施行にともない、湯口村・円万寺村・下沢（くたしざわ）村・豊沢村・鉛村・鍋倉村・上根子村・下根子村・西晴山村・膝立村の計10か村が合併して新制の湯口村が発足。
- 昭和29年（1954年）4月1日 - 花巻町・太田村・宮野目村・矢沢村・湯本村と合併し、花巻市となる。

## 行政
- 歴代村長

| 代 | 氏名       | 就任                       | 退任                       | 備考 |
| -- | ---------- | -------------------------- | -------------------------- | ---- |
| 1  | 三田仙平   | 明治22年（1889年）6月6日   | 明治23年（1890年）2月12日  |      |
| 2  | 平賀一治   | 明治23年（1890年）2月13日  | 明治24年（1891年）5月23日  |      |
| 3  | 平賀兵次郎 | 明治24年（1891年）5月26日  | 明治25年（1892年）6月14日  |      |
| 4  | 遊坐循一   | 明治25年（1892年）6月15日  | 明治31年（1898年）2月15日  |      |
| 5  | 四戸専太郎 | 明治31年（1898年）2月16日  | 明治32年（1899年）3月27日  |      |
| 6  | 遊坐循一   | 明治32年（1899年）3月28日  | 明治32年（1899年）6月6日   | 再任 |
| 7  | 四戸専太郎 | 明治32年（1899年）6月7日   | 明治37年（1904年）1月21日  | 再任 |
| 8  | 佐々木長吉 | 明治37年（1904年）1月22日  | 明治45年（1912年）3月12日  |      |
| 9  | 平賀一治   | 明治45年（1912年）3月13日  | 大正13年（1924年）3月9日   | 再任 |
| 10 | 阿部晁     | 大正13年（1924年）3月10日  | 昭和9年（1934年）11月19日  | 三任 |
| 11 | 遊坐俊次郎 | 昭和9年（1934年）11月20日  | 昭和12年（1937年）1月24日  |      |
| 12 | 上野教三   | 昭和12年（1937年）1月25日  | 昭和19年（1944年）7月3日   |      |
| 13 | 阿部健一郎 | 昭和19年（1944年）7月4日   | 昭和22年（1947年）4月4日   |      |
| 14 | 遊坐俊次郎 | 昭和22年（1942年）4月5日   | 昭和24年（1949年）12月21日 | 再任 |
| 15 | 斎藤光市   | 昭和24年（1949年）12月22日 | 昭和29年（1954年）3月31日  |      |